# 扎米彦·孟赫巴特
扎米彦·孟赫巴特（1979年—）蒙古国后杭爱省人，蒙古国诗人、政治人物。

## 生平
1979年生于后杭爱省。2002年，自蒙古国立大学政治学专业毕业。他是蒙古国知名的诗人。他曾经历任议长助理、总统办公厅职员等职务。2005年起，历任蒙古人民党蒙古民主社会主义青年联盟秘书长、蒙古青年发展协会主席、蒙古人民党领导委员会政治政策常务委员会副主席等蒙古人民党内职务。2011年6月，出任蒙古人民党中央机关报《蒙古真理报》社长。
2013年10月31日，蒙古人民党书记、《蒙古真理报》社长孟赫巴特当选蒙古人民党总书记。此次他是由新任蒙古人民党主席米耶贡布·恩赫包勒德提名为总书记的，经过蒙古人民党第27次代表大会选举产生。
2016年，出任额尔登巴特内阁的政府办公厅主任。